# RK Vardar Skopje
Der Rakometniot Klub Vardar (РК Вардар) ist ein Handballverein aus der nordmazedonischen Stadt Skopje. Der Verein ist der erfolgreichste des Landes im Männer-Handball. Seit der Saison 2011/12 nimmt Vardar an der neugegründeten SEHA-Liga teil.

## Geschichte
Gegründet wurde RK Vardar 1961 als Handballabteilung des bereits seit 1947 existierenden Muttervereins. Nach ein paar wenigen Spielzeiten in der höchsten jugoslawischen Spielklasse gewann der Verein nach der Unabhängigkeit Mazedoniens an Bedeutung. Vardar ist mit neun Titeln der Rekordmeister des Landes. International erreichte der Verein dreimal das Halbfinale im Europapokal der Pokalsieger. In der EHF Champions League 2013/14 schaltete Vardar im Achtelfinale den Titelverteidiger HSV Hamburg aus, scheiterte dann aber im Viertelfinale aufgrund der Auswärtstorregel an der SG Flensburg-Handewitt. In der EHF Champions League 2014/15 scheiterte Vardar erneut im Viertelfinale, diesmal an dem polnischen Spitzenverein KS Vive Targi Kielce. In der Saison 2016/17 gewann Vardar dann sensationell im Finale gegen Paris Saint-Germain die Champions League. Ein Jahr später erreichte man erneut das Final Four, in dem man nach zwei knappen Niederlagen den vierten Platz belegte. In der Saison 2018/19 konnte man die Champions League erneut gewinnen, dieses Mal im Finale gegen den Favoriten KC Veszprém aus Ungarn. Zuvor hatte der russische Oligarch Sergej Samsonenko seinen Rückzug aus dem Verein und der Handballabteilung aufgrund von politischem Druck rund um den Streit um den Namen Mazedonien angekündigt. Nach dem Finale kündigte er jedoch an, weiterhin in den Verein investieren zu wollen. Da ein Großteil der Topspieler nach seinem angekündigten Rücktritt bereits Verträge bei anderen Vereinen unterzeichnet hatten, stand für Vardar Skopje ein großer Umbruch an. Nachdem der Verein schon an der EHF Champions League 2021/22 wegen finanzieller Probleme nur dank einer Sonderzahlung teilnehmen konnte, wurde dem Verein seitens der EHF trotz des Gewinns der nordmazedonischen Meisterschaft 2022 die Teilnahme an der EHF Champions League 2022/2023 nicht gestattet. Der Verein hatte seine Vertragsspieler nicht regelmäßig bezahlt. In der Saison 2022/23 wurde Vardar erstmals seit 2014 nicht mazedonischer Meister. Zudem beendete der langjährige Kapitän und zweimalige Champions-League-Sieger Stojanče Stoilov zum Ende der Saison seine Karriere.

## Bekannte ehemalige Spieler
- Golub Doknić
- Sasa Djukić
- Igor Pijetlović
- Zdravko Stevanović
- Rogerio Moraes Ferreira
- Jan Sobol
- Christian Dissinger
- Arpad Šterbik
- Jorge Maqueda
- Joan Cañellas
- Alex Dujshebaev
- Revaz Chanturia
- Luka Cindrić
- Ivan Čupić
- Ivan Karacić
- Ivan Martinović
- Dainis Krištopāns
- Vuko Borozan
- Mladen Rakcević
- Marko Simović
- Stevan Vujović
- Nemanja Grbović
- Milan Kosanović
- Marko Pejović
- Zarko Pejović
- Daniil Schischkarjow
- Sergej Gorbok
- Victor Kovalenko
- Staš Skube
- Mijajlo Marsenić
- Strahinja Milić
- Dejan Milosavljev
- Marko Vujin
- Borko Djordjević
- Ratko Nikolić
- Alem Toskić
- Tihomir Doder
- Milan Vucicević
- Ognjen Kajganić
- Vladan Krasavac
- Mladen Ivanović
- Nikola Miricki
- Slavoljub Mitrović
- Bozidar Nadoveza
- Ilija Belojević
- Nemanja Sudzum
- Ivan Vukadinović
- Marko Vukcević
- Oleg Maltsev
- Andriy Vasyuk
- Ilija Abutović
- Pepi Manaskov
- Dejan Manaskov
- Borko Ristovski
- Stevče Aluševski
- Naumče Mojsovski
- Petar Angelov
- Branislav Angelovski
- Kiril Atanasovski
- Kiril Kolev
- Marjan Kolev
- Filip Lazarov
- Goce Makaloski
- Ivan Markovski
- Velko Markoski (Velko Markovski)
- Petar Misovski
- Zoran Petkovski
- Mite Karaivanov
- Radoslav Stojanović (Rade Stojanovic)
- Mitko Stoilov
- Zlatko Daskaloski
- Gradimir Chanevski